# Bampurius striatus
Bampurius striatus är en insektsart som beskrevs av Dlabola 1977. Bampurius striatus ingår i släktet Bampurius och familjen dvärgstritar. Inga underarter finns listade i Catalogue of Life.